# Zębiełek białawy
Zębiełek białawy (Crocidura leucodon) – gatunek owadożernego ssaka z rodziny ryjówkowatych (Soricidae).

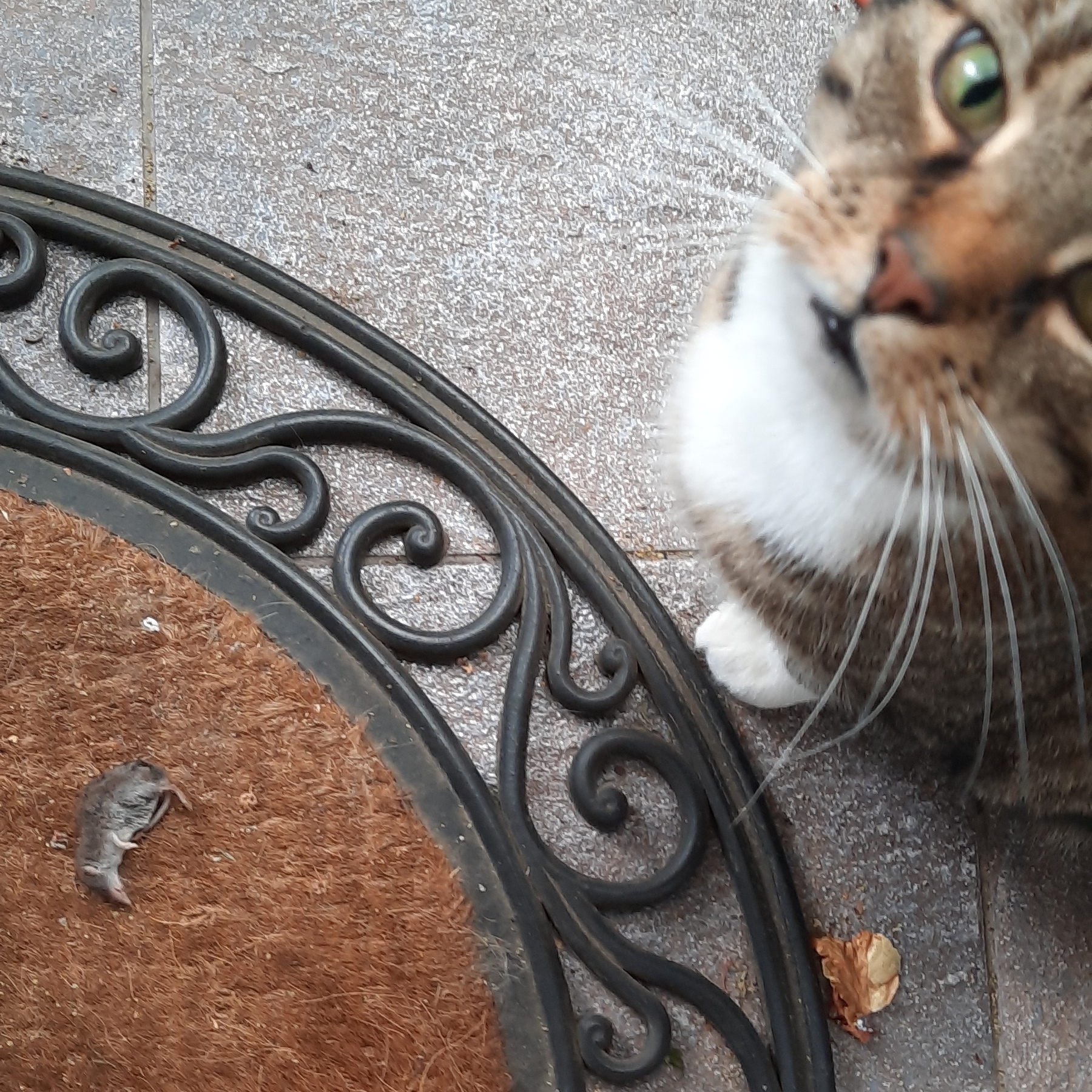
Zębiełek upolowany przez kota

## Opis
Długość ciała do 80 mm, długość ogona do 40 mm, masa ciała 7 do 15 g. Grzbiet ciała ma barwę rdzawą, brązową lub ciemnobrązową, spód ciała jest biały lub jasnopopielaty.

## Występowanie
Zasiedla Europę Środkową i Południową oraz Azję Zachodnią. W Polsce występuje  na południu (również w Tatrach) w Wielkopolsce i na Lubelszczyźnie.

## Biotop
Spotkać go można na polach uprawnych i łąkach. Zasiedla  tam nory kreta i nornic, czasami kopie własne nory. Buduje też ze splecionych traw gniazda pod kupami gałęzi. Gniazda te mają jedno wyjście z boku. Często przebywa też w pobliżu zabudowań ludzkich.

## Tryb życia
Jest aktywny przez całą dobę. Żywi się głównie owadami i ich larwami, ślimakami, ale także drobnymi gryzoniami. Zjada też padlinę, a nawet owoce. Ilość zjedzonego pożywienia w stosunku do masy ciała jest bardzo duża.

## Rozród
Ciąża trwa 31 do 33 dni. Samica rodzi w jednym miocie 3 do 6 młodych. Dojrzewają one płciowo już po 4 miesiącach życia, a więc rozmnażać się mogą jeszcze w tym samym roku. W ciągu roku samica wydaje od 2 do 4 miotów. Osobniki tego gatunku żyją bardzo krótko – do 1,5 roku.

## Ochrona
Gatunek objęty w Polsce ochroną częściową.